# Chebsey
Chebsey es una parroquia civil y un pueblo del distrito de Stafford, en el condado de Staffordshire (Inglaterra).

## Geografía
Según la Oficina Nacional de Estadística británica, Chebsey tiene una superficie de 16,87 km².

## Demografía
Según el censo de 2001, Chebsey tenía 481 habitantes (49,06% varones, 50,94% mujeres) y una densidad de población de 28,51 hab/km². El 16,42% eran menores de 16 años, el 73,6% tenían entre 16 y 74, y el 9,98% eran mayores de 74. La media de edad era de 43,5 años. Del total de habitantes con 16 o más años, el 22,64% estaban solteros, el 56,97% casados, y el 20,4% divorciados o viudos.
Según su grupo étnico, el 99,38% de los habitantes eran blancos y el 0,63% de cualquier otro salvo mestizos, asiáticos, negros y chinos. La mayor parte (96,88%) eran originarios del Reino Unido. El resto de países europeos englobaban al 1,46% de la población, mientras que el 1,66% había nacido en cualquier otro lugar. El cristianismo era profesado por el 83,61%, el islam por el 0,83%, y cualquier otra religión, salvo el budismo, el hinduismo, el judaísmo y el sijismo,  por el 0,62%. El 9,54% no eran religiosos y el 5,39% no marcaron ninguna opción en el censo.
Había 182 hogares con residentes, 8 vacíos, y 3 eran alojamientos vacacionales o segundas residencias.